# Тулайдан Тетяна Василівна
Тетя́на Васи́лівна Тулайда́н — юна героїня, яка у віці 12 років під час паводку в смт Ясіня Івано-Франківської области врятувала від стихії чотирьох братів та сестер.

## Освіта
Навчається в Ясінянській загальноосвітній середній школи № 1.

## Нагороди
- Медаль «За врятоване життя» (2021)[1].
- Лауреат звання Всеукраїнської акції акції «Герой-рятувальник року» (2021)[2].